# Вавилов, Геннадий Сергеевич
Геннадий Сергеевич Вавилов (1923 — 15 июля 1942) — красноармеец, участник Великой Отечественной войны, кавалер ордена Ленина.

## Биография
Родился в деревне Кибол (ныне — Суздальского района Владимирской области). Член ВЛКСМ. В Красную Армию призван в 1941 году. Красноармеец стрелкового взвода 796 стрелкового полка 141 стрелковой дивизии.

## Подвиг
Погиб 15 июля 1942 года в боях на северной окраине Воронежа, бросившись во вражеский дзот с двумя гранатами в руках, уничтожив два пулемёта с их расчётами. Через два дня аналогичный подвиг совершил М. К. Бовкун, командовавший взводом, где служил Вавилов.
Посмертно награждён орденом Ленина. Его именем названа улица в центральном районе Воронежа. Похоронен в братской могиле № 15.